# Сотников Євген Валерійович
Євген Сотников (20 листопада 1980, Запоріжжя — 6 серпня 2021, Донецька область) — український дзюдоїст, учасник літніх Олімпійських ігор у Пекіні, срібний і бронзовий призер чемпіонатів Європи та світу.

## Біографія
Народився у Запоріжжі.

### Судимість
19 грудня 2009 відпочивав у кафе «Діана» в Запоріжжі. Після відмови випити з ним застрелив 18-річного хлопця пострілом у голову. Іншого 16-річного хлопця від смерті врятувала осічка.
25 грудня 2009 року був затриманий.
Наприкінці 2010 року був засуджений Апеляційним судом Запорізької області довічно. 2011 року Сотников подав
касаційну скаргу до Вищого спеціалізованого суду, котрий частково задовільнив її і зменшив термін ув'язнення до 15 років.
Раніше Сотников вже неодноразово мав проблеми із законом. Так, 2007 року він проходив як обвинувачений у кримінальній справі щодо заподіяння тяжких тілесних ушкоджень, після того, як із мисливської рушниці прострелив ногу водієві таксі. Йому тоді вдалося домовитися з потерпілим, і статтю перекваліфікували на більш легку. 2008 року перебував у розшуку за підозрою в заподіянні тяжких тілесних ушкоджень — у кафе під час розпивання спиртних напоїв побився з одним з відвідувачів і поранив його ножем, хоча слідство дійшло висновку, що внаслідок бійки «потерпілий сам впав на свій ніж».

### Смерть
6 серпня 2021 року був вбитий у Кіровській колонії на окупованій території Донецької області. Разом з ним вбили ще двох українських громадян.

## Досягнення
| Рік  | Турнір                     | Місце | Вагова категорія     |
| ---- | -------------------------- | ----- | -------------------- |
| 2008 | Чемпіонат Європи           | 3-є   | Важка вага (+100 кг) |
| 2007 | Чемпіонат Європи           | 7-є   | Важка вага (+100 кг) |
| 2006 | Чемпіонат Європи           | 5-є   | Важка вага (+100 кг) |
| 2006 | Відкритий чемпіонат Європи | 2-є   | Абсолютна вага       |
| 2003 | Чемпіонат Європи           | 3-є   | Важка вага (+100 кг) |